# Locoísmo

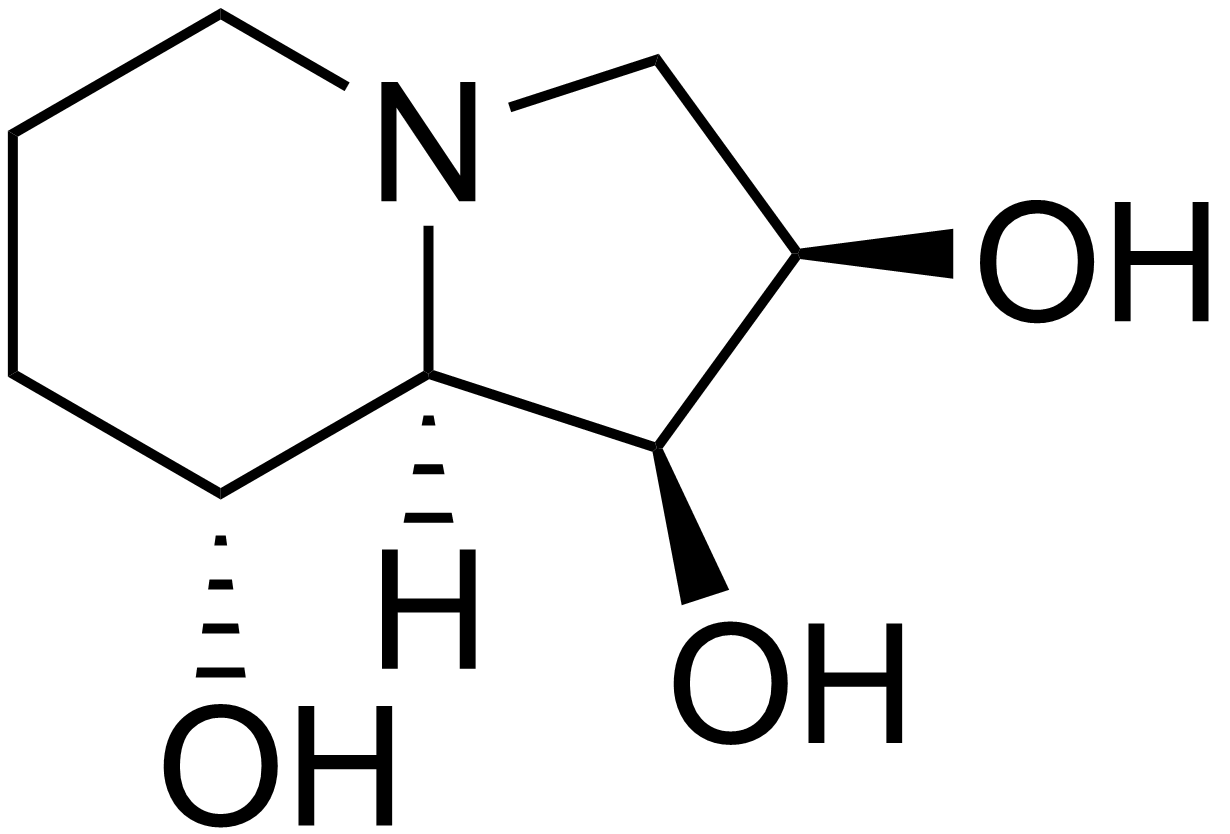
Estructura química de la Swainsonina.

El locoísmo es una enfermedad crónica que se desarrolla en el ganado que se alimenta de plantas ricas en swainsonina, un alcaloide indolizidínico. Las plantas pertenecen a especies de Astragalus, Oxytropis y Swainsona, así como a Sida carpinifolia y Ipomea carnea.
El locoísmo afecta principalmente al sistema nervioso central del ganado, provocando síntomas como desorientación, dificultad para caminar, depresión y en casos severos, la muerte. Esta enfermedad es particularmente prevalente en áreas donde las plantas que contienen swainsonina son abundantes y el ganado tiene acceso limitado a otras fuentes de alimento.

## Causas
La principal causa del locoísmo es la ingestión prolongada de plantas que contienen swainsonina. La swainsonina inhibe específicamente la enzima alfa-manosidasa, crucial para el procesamiento de glicoproteínas en las células. Esta inhibición interrumpe los procesos celulares normales, afectando especialmente al sistema nervioso y al sistema digestivo.

## Síntomas
Los síntomas del locoísmo incluyen:
- Desorientación
- Dificultad para caminar o ataxia
- Depresión
- Pérdida de peso
- Abortos en hembras preñadas
- En casos graves, la muerte

## Diagnóstico
El diagnóstico del locoísmo se basa en la observación de los síntomas clínicos, el historial alimenticio del ganado y, en algunos casos, mediante la detección de swainsonina en los tejidos afectados. El análisis histopatológico de los tejidos puede revelar cambios característicos asociados con la enfermedad.